# 三原さと志
三原 さと志（みはら さとし、本名: 小山田 晃（おやまだ あきら）、1935年7月3日 - 2006年9月30日）は、日本の歌手。歌謡コーラスグループ「和田弘とマヒナスターズ」のリードボーカル。元妻の伊都子はポップス歌手田辺靖雄の姉。二人の長男にミュージシャンの小山田圭吾、孫は小山田米呂。妹の夫に版画家の中林忠良。

## プロフィール
中国・青島生まれ。
1953年和田弘らがコーラスグループ「山口銀次とマヒナスターズ」（山口が脱退後は1954年に「和田弘とマヒナスターズ」に改称）を結成し、1957年にデビューし、三原は1958年にメンバーに参加。リードボーカルを務め、田代美代子と歌った「愛して愛して愛しちゃったのよ」、「寒い朝」、「お座敷小唄」など（和田弘とマヒナスターズ&田代美代子）をヒットさせた。1960年には松尾和子と歌った「誰よりも君を愛す」（松尾和子&和田 弘とマヒナスターズ）で、第2回日本レコード大賞を受賞した。
松平直樹らのメンバー離脱後も残留し、リードボーカルを務めた。1983年に一度脱退したが、3年後の1986年に復帰した。2001年に和田弘との内紛が原因で再び脱退し、同じく脱退したメンバーらと2002年に「ザ・マヒナスターズ」結成。2003年5月にマハロ☆エコーズ（和田以外のマヒナメンバーで結成、現在のマヒナスターズ）として発売したシングル「ブルースを囁いて」が最後の曲になった。2003年7月に脳梗塞で倒れた後は芸能活動を休止し、復帰を目指しリハビリに励んでいた。2006年9月30日午後6時頃、東京都世田谷区の病院に呼吸不全で死去した。享年71。
和田弘の没後、往年のメンバーだった松平直樹・佐々木敢一らが中心となって「マヒナスターズ」としての活動を続けていたが、このような事情から、それに三原が参加することは叶わなかった。
なお、『ひらけ!ポンキッキ』で「まる・さんかく・しかく」「カンフーレディー」などを作曲したり、『みんなのうた』で「だるまさんがころんだ」を編曲している小山田 暁は別人である。